# Rubens Ricupero
Rubens Ricupero (São Paulo, 1 de marzo de 1937) es jurista y diplomático brasileño con destacada actuación en la actividad económica.
Egresado de la Facultad de Derecho de la Universidad de São Paulo, fue diplomático de carrera entre 1961 y 2004. En esa dilatada carrera fue asesor internacional de Tancredo Neves, asesor especial del presidente José Sarney, representante permanente de Brasil ante la ONU en Ginebra, así como embajador en los Estados Unidos e Italia.
Al final de la presidencia de Itamar Franco fue ministro de Hacienda, sustituyendo a Fernando Henrique Cardoso que se estaba postulando a la Presidencia. Se lo considera el verdadero padre del Plan Real; el equipo estuvo integrado, entre otros, por Pérsio Arida, André Lara Resende, Gustavo Franco, Pedro Malan, Edmar Bacha, Clóvis Carvalho y Winston Fritsch.
Tras el "escándalo de la parabólica" fue sustituido en el ministerio por Ciro Gomes. 
Entre 1995 y 2004 se desempeñó como secretario general de la Conferencia de las Naciones Unidas sobre Comercio y Desarrollo, UNCTAD.

## Publicaciones
Ha publicado 48 obras en 58 publicaciones:
- 2010 — Diário de bordo: A viagem presidencial de Tancredo
- 2007 — A abertura dos portos
- 2006 — A ONU no século XXI: perspectivas
- 2004 — Beyond Conventional Wisdom in development policy: an Intellectual History of UNCTAD 1964-2004
- 2001 &mdasd; O Brasil e o dilema da globalização
- 2000 — Rio Branco: o Brasil no mundo
- 1998 — O ponto ótimo da crise. Río de Janeiro: Ed. Revan. 10-ISBN 85-7106-151-3/13-ISBN 978-85-7106-151-4; OCLC 254511468
- 1995 — Visões do Brasi: ensaios sobre a história e a inserção internacional do Brasil. Río de Janeiro;São Paulo: Ed. Record. 10-ISBN 85-01-04336-2/13-ISBN 978-85-01-04336-8; OCLC 254090142
- 1994 — A Nova inserção internacional do Brasil
- 1994 — Estabilidade e crescimento: os desafios do real
- 1993 — NAFTA and Brazil (with Sérgio Estanislav do Amaral, Robert Charles Kelso). Coral Gables, Florida: North-South Center, University of Miami. OCLC 29661557
- 1992 — O Futuro do Brasi: a América Latina e o fim da guerra fría
- 1991 — Brasil em mudança